# Свиленградско
 Тази статия е за историко-географската област.  За общината вижте Свиленград (община).  
Свиленградско, в миналото Мустафапашенско, е историко-географска област в Южна България, около град Свиленград.
Територията ѝ съвпада приблизително с някогашната Свиленградска околия – днешните общини Свиленград и Любимец (без село Белица от Харманлийско), югоизточната част на община Маджарово (без селата Голяма долина, Горни Главанак, Горно поле, Долни Главанак, Долно Съдиево, Ефрем, Златоустово, Малко Брягово, Румелия, Ръженово, Селска поляна и Тополово от Харманлийско), както и селата Присадец и Филипово в община Тополовград и Дрипчево и Изворово в община Харманли. Разположена е в югоизточния край на Горнотракийската низина. Граничи с Елховско на север, Одринско на югоизток, Ивайловградско на юг и Харманлийско на запад.